# Brandspruta

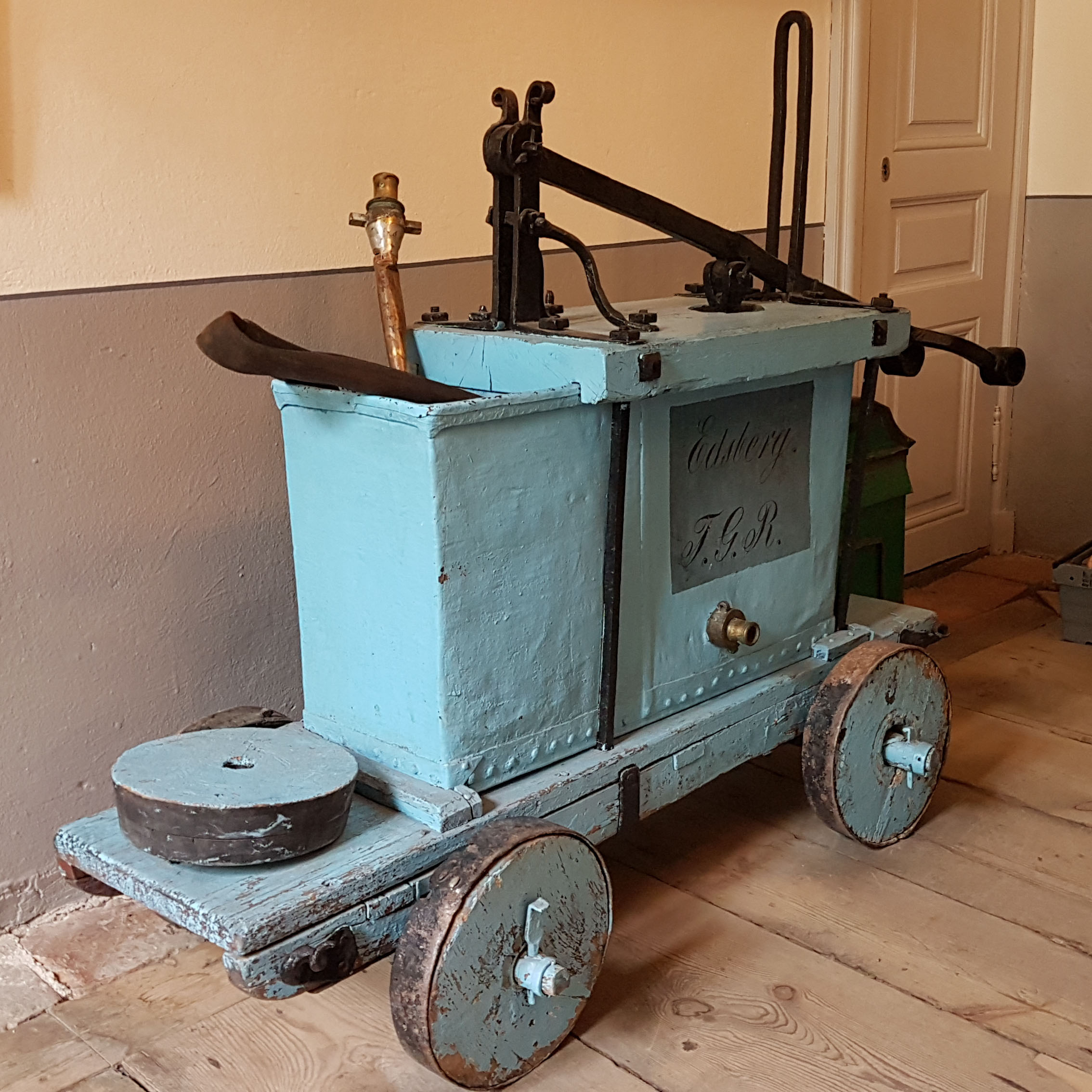
Kärrspruta från ca 1770 tillhörande Edsberg, Sollentuna kommun

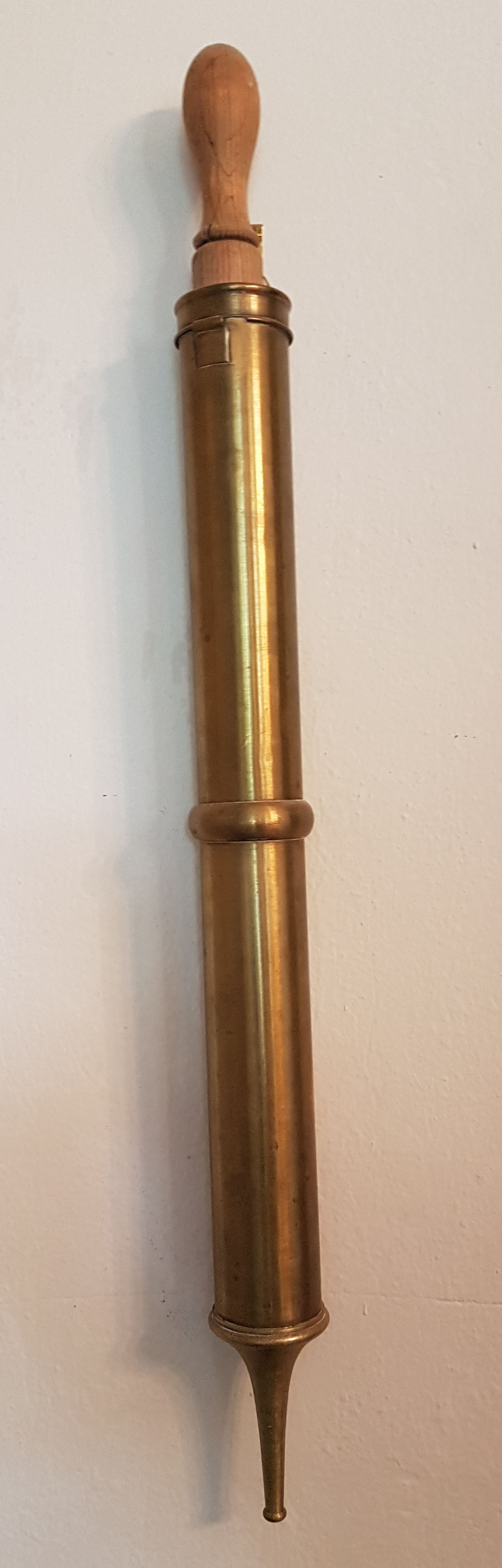
Handspruta för brandsläckning.

Brandspruta, tidigare också eldspruta, är ett samlingsnamn oftast för en pump eller liknande som används vid släckning av bränder. Brandsprutor har funnits som medel för brandbekämpning sedan den första enkla handpumpen tillverkades och fanns redan i Romarriket.
Brandsprutor klassades förr i tiden som lätta brandsprutor, som var bärbara för två man, eller som kärrspruta där brandsprutan placerades på en kärra, ett dragfordon som kunde dragas för hand eller av hästar eller andra dragdjur.
I en del fall kunde den dragna brandsprutan avställas och bäras av fyra-sex man.
I mitten av 1800-talet kom brandsprutor, där pumpen drevs av en ångmaskin. Runt sekelskiftet 1800/1900 kom de första prototyperna av den motordrivna brandsprutan. Motorfordonets motor kunde då även driva brandpumpen, och här fick man en beteckning som kallades pumpautomobil, automobilmotorspruta, senare bilmotorspruta, idag släckbil.
Typer av brandsprutor:
- Handspruta - brandspruta som drivs för hand, till exempel handkraftspruta som bars, drogs på kärra eller drogs på hjul efter häst
- Ångspruta  - brandspruta som drivs av vattenångan från en ångmaskin
- Kolsyregasspruta - brandspruta som drivs av kolsyretryck
- Motorspruta - brandspruta som drivs av motor

Brandsprutor förvarades i spruthus, vilka ofta var enkla förrådsbyggnader för gemensamt brandbekämpningsmaterial i ett samhälles centrum.